# Matrix Rom
Fondată in 1992-1993 de un grup de dezvoltatori software experimentați, Matrix Rom a dorit să ofere soluții software pentru construcții, un sector în creștere în România.
Marea supriză a acelor ani a fost că la acea vreme nu exista documentație actualizată pentru acest sector și așa a apărut oportunitatea editării și dezvoltării de documentație pentru această industrie. Aceia erau anii primelor calculatoare personale în România, de asemenea fără documentație. Așa că s-a decis că e momentul să fie aduși împreună autorii pentru a oferi publicului larg cunoștințele acestora despre construcții și știința calculatoarelor. Așa a apărut Matrix Rom, furnizor de soluții software și editură. Editura a evoluat, devenind prima editură de carte tehnică de pe piața românească și acoperind în acest moment o arie foarte vastă de domenii: construcții, informatică, electronică, automatică, chimie, matematică, protecția mediului și ecologie, electrotehnică, fizică, management, mecanică. În paralel, ca dezvoltator software, Matrix Rom a adus pe piață o suită de 14 produse pentru sectorul construcțiilor și adiacente, produsele fiind în mare majoritate unice pe piața românească. Capacitatea de dezvoltare de software a crescut și în 2002 s-a decis exploatarea acestei capacități și atenția s-a extins către furnizarea de consultanță software și servicii de outsourcing. În anii care au urmat Matrix Rom a furnizat servicii către companii din Israel, Canada, Olanda, USA, Belgia, Elveția, România. În 2010, împreuna cu Kisano Suisse a fost fondat, în România, Kisano Medical Systems pentru a oferi software medical țărilor din Europa de Est și Orientul Apropiat.